# Norr-Grötsjön
Norr-Grötsjön är en sjö i Ljusdals kommun i Hälsingland och ingår i Ljusnans huvudavrinningsområde. Sjön har en area på 0,356 kvadratkilometer och ligger 360,9 meter över havet. Sjön avvattnas av vattendraget Tväringsån.

## Delavrinningsområde
Norr-Grötsjön ingår i det delavrinningsområde (690339-149390) som SMHI kallar för Utloppet av Tväringen. Medelhöjden är 362 meter över havet och ytan är 36,22 kvadratkilometer. Det finns inga avrinningsområden uppströms utan avrinningsområdet är högsta punkten. Tväringsån som avvattnar avrinningsområdet har biflödesordning 3, vilket innebär att vattnet flödar genom totalt 3 vattendrag innan det når havet efter 185 kilometer. Avrinningsområdet består mestadels av skog (83 procent). Avrinningsområdet har 2,27 kvadratkilometer vattenytor vilket ger det en sjöprocent på 6,3 procent.